# 이스즈 제미니
이스즈 제미니(영어: Isuzu Gemini, 일본어: いすゞ・ジェミニ 이스즈 제미니[*])는 일본의 상용차 제조사 이스즈에서 1974년부터 2000년까지 생산, 판매된 소형 승용차다.

## 1세대

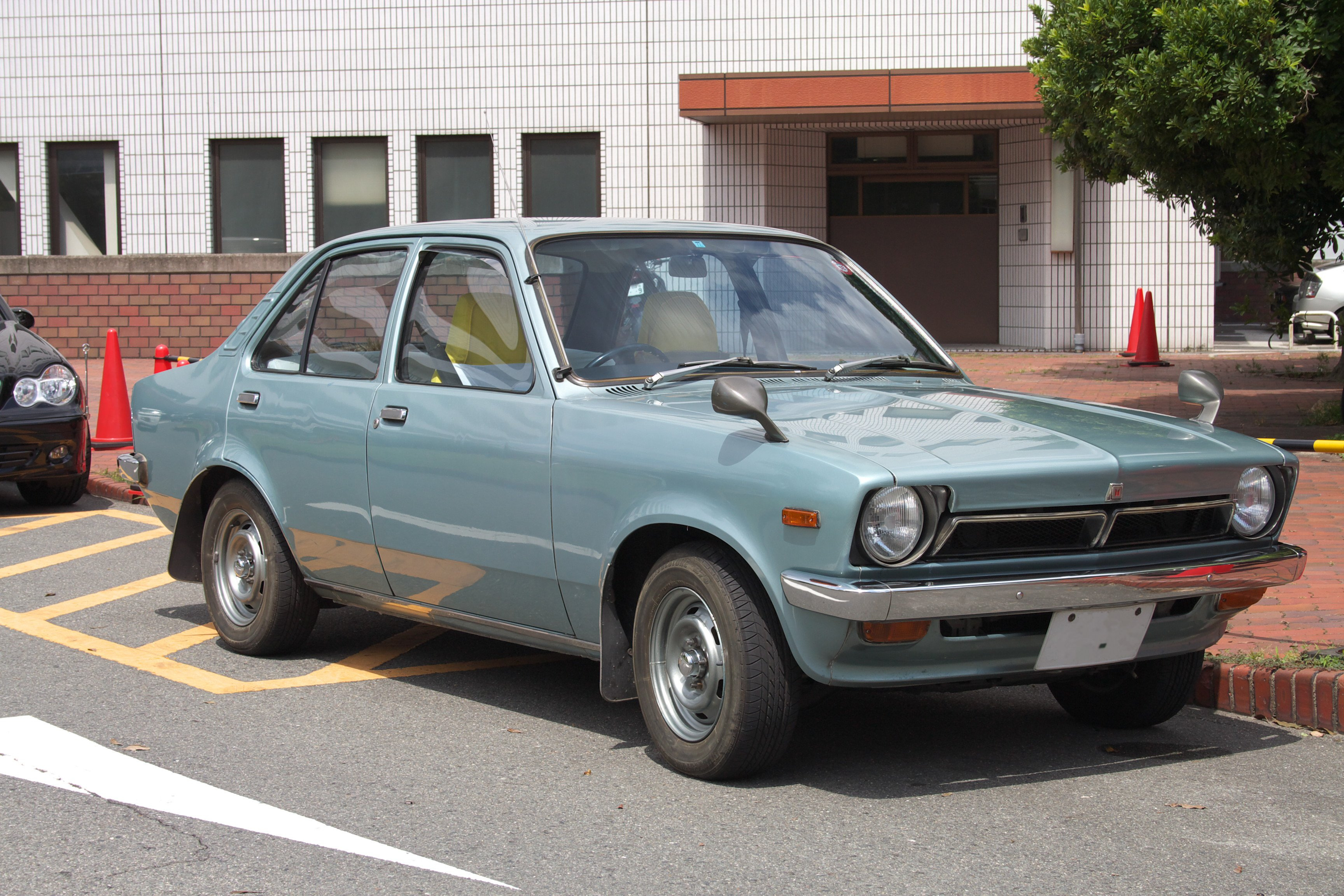
이스즈 제미니 PF (세단 전기형) 정측면

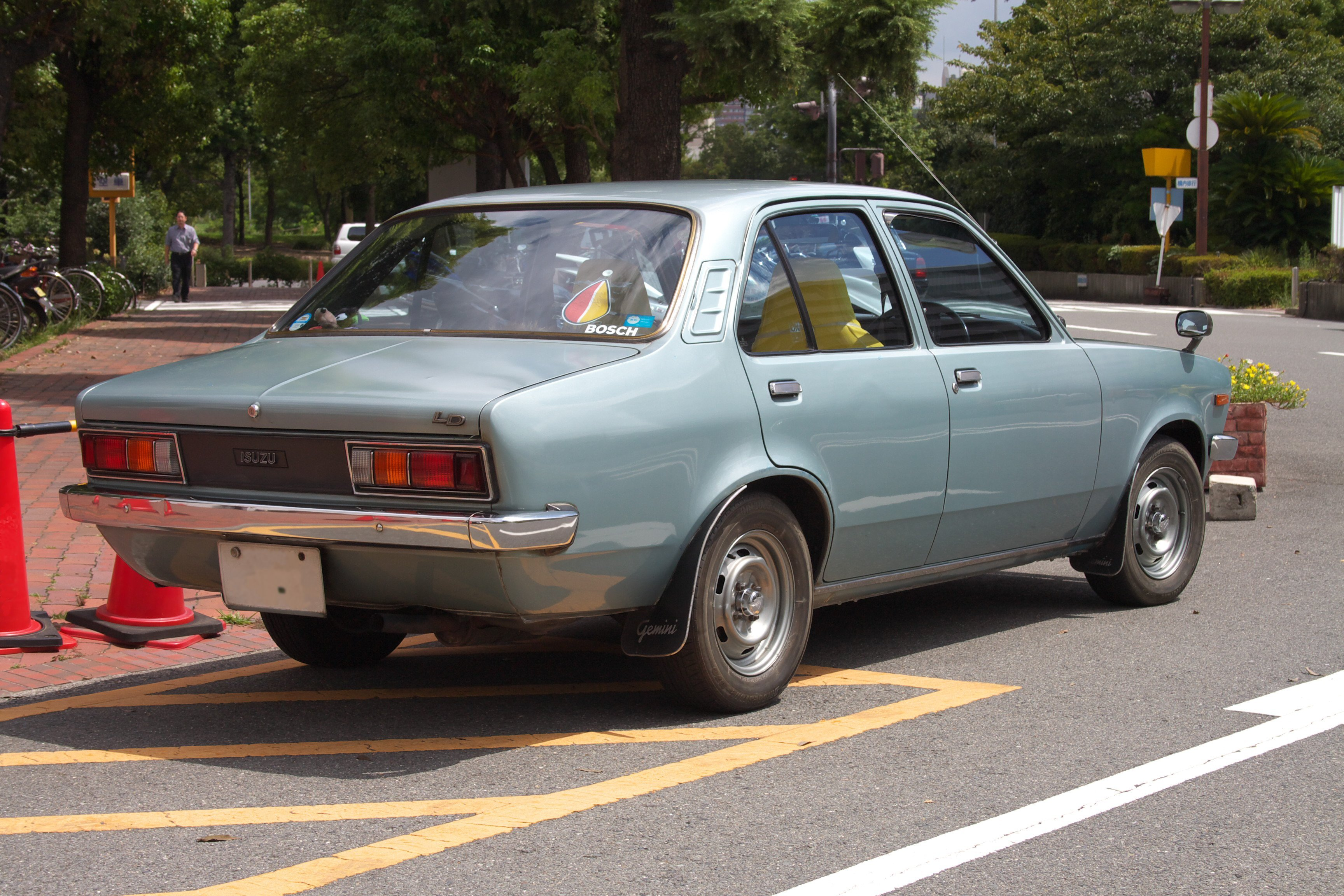
이스즈 제미니 PF (세단 전기형) 후측면

제너럴 모터스의 월드카 개념으로 공동 개발 이후에 출시된 오펠 카데트 C 및 쉐보레 쉬베트, 복스홀 쉬베트와 형제 차종이다. 1974년 11월에 벨렛트의 후속 차종으로 선보였으며, 바디 타입은 4도어 세단과 2도어 쿠페로 나눴다. 출시 초기에는 차명이 베렛트 제미니였으며, 엔진의 경우 PF50이라는 코드네임을 가진 벨렛트의 것을 개량한 1.6리터 SOHC 가솔린 엔진만 장착되었다. 4단 자동변속기가 장착되었으며, 트림은 LD, LT, LS로 나눴다. 또한 구동방식은 후륜구동이었다. 1975년 4월에는 안전성이 강화되었고, 차명이 베렛트에서 제외돼 단순히 제미니로 개명되었다. 그 해 12월에는 LD, LT 트림에 3단 자동변속기 사양이 추가되었다. 이후 자동차 잡지인 휠즈를 통해 올해의 차로 선정되었다. 1976년 5월에 LS 트림에 5단 수동변속기 사양이 옵션으로 추가되었고, 11월에는 내·외장을 약간 화려하게 바꾼 LT 밍스 트림이 추가되었다. 참고로 밍스라는 이름은 한 때 이스즈가 라이센스 생산했던 힐만 밍스에서 따왔다. 1977년 6월에는 원형 헤드렘프가 사각형 2점 헤드램프로 교체되었고, PF60이라는 코드네임을 가진 1.8L 가솔린 엔진이 추가되었다. 1978년 11월에는 1.8L 가솔린 엔진이 장착된 세단 모델에 밍스 트림, 쿠페에 고성능 트림인 LS/G가 추가되었다. 1979년 6월에는 페이스 리프트를 감행하면서 앞모습이 슬랜트 노즈 스타일로 변화됐고, 세단의 트렁크 형상도 변경되었다. 또한 1.8L 가솔린 엔진이 장착된 쿠페 모델에도 밍스 트림이 추가되었다. 그 해 11월, 1.8L 가솔린 엔진 모델에 DOHC 엔진을 탑재 한 ZZ 모델과 PFD60이라는 코드네임을 가진 1.8L 디젤 엔진 모델이 추가되었다. 1980년 3월에 ZZ 모델의 고급형인 ZZ-L이 추가되었고, 1981년 1월에는 LD 스페셜 트림이 추가되었다. 그 해 4월에 ZZ 모델의 고성능 한정 트림인 ZZ-R이 추가되었고, 10월에는 인테리어가 개선되면서 1.8L 가솔린 엔진 모델에 LG, 1.8L 디젤 엔진 모델에 LJ, LS 트림이 추가되었다. 1982년 10월에 1.8L 디젤 엔진 모델에 전자 제어 연료 분사 장치를 장착하고 66마력으로 올린 LT-E, LJ-E 트림이 추가되었고, 11월에는 터보 디젤 엔진이 라인업에 추가되었다. 1984년 12월에 특별 한정 사양인 엑스트라 시리즈거 추가되었다. 1985년 5월에 2세대가 출시되었음에도 불구하고, 기존의 1세대는 세단 버전이 디젤 라인업과 고성능 ZZ/R을 유지한 체로 병행 판매되다 1987년 1월에 생산이 중단되었고, 이후 남아있던 재고마저 소진되면서 1988년 2월에 최종적으로 단종되었다.
북아메리카 시장에서는 제너럴 모터스 산하의 뷰익 브랜드를 통해 오펠 바이 이스즈로 판매하다가, 1981년에 오펠 네이밍이 빠진 채 I-마크라는 이름으로 판매되었다.
유럽 시장에서는 1.6L 68마력 엔진 모델만 판매됐으며, 호주에서는 홀덴 브랜드를 통해 판매되면서 오펠 및 복스홀 버전을 기반으로 하는 왜건과 패널 밴이 라인업에 추가되기도 했다.
대한민국에서는 1977년에 새한자동차를 통해 동명의 이름으로 라이센스 생산, 판매되기도 했다.

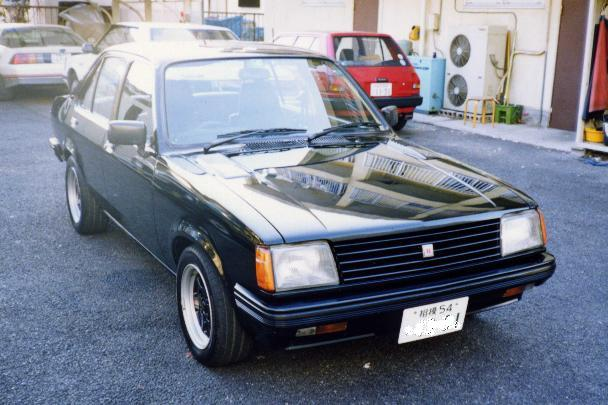
이스즈 제미니 ZZ-R(세단 후기형) 정측면
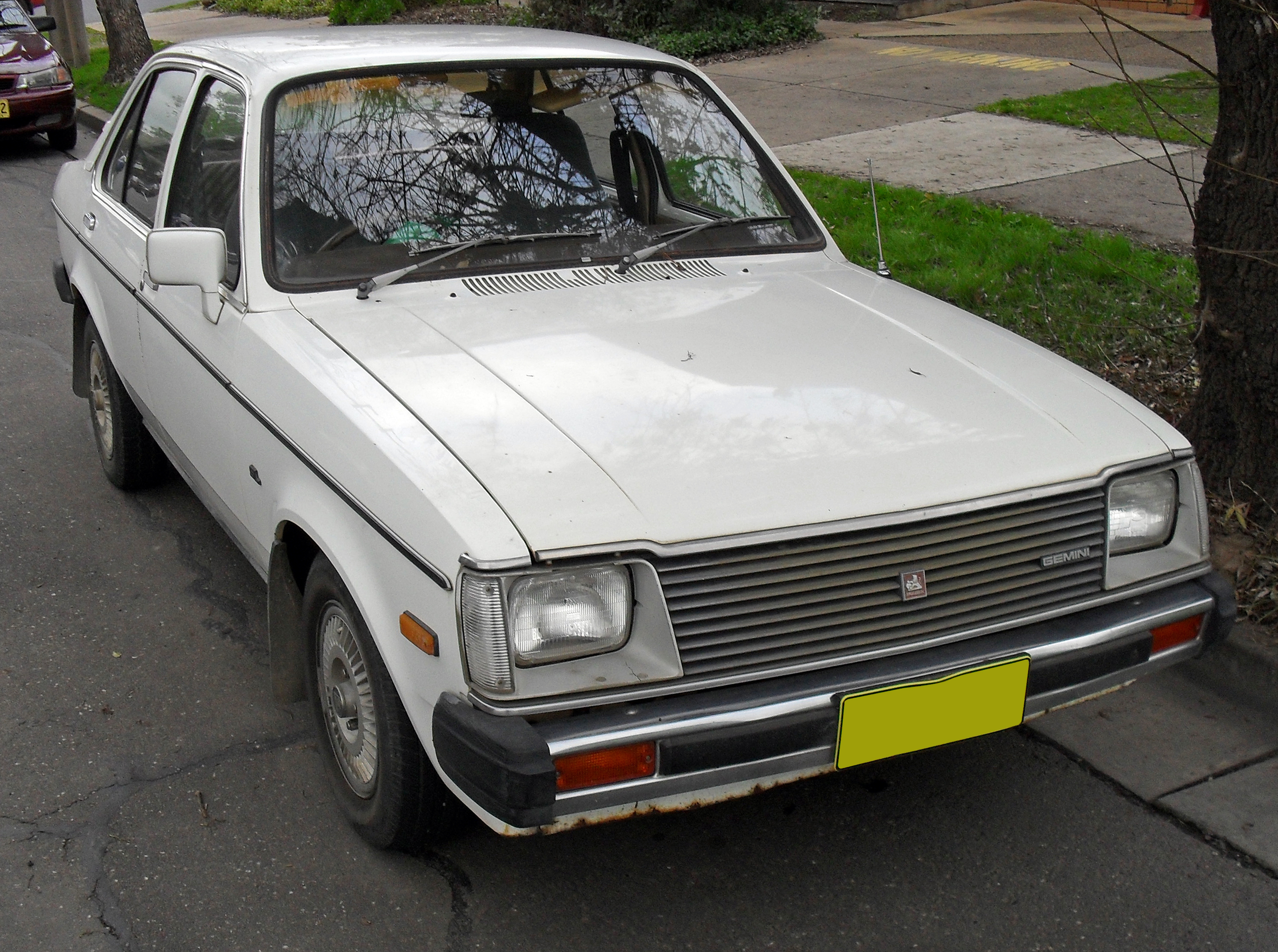
홀덴 제미니 세단(호주 라이센스생산차량) 정측면
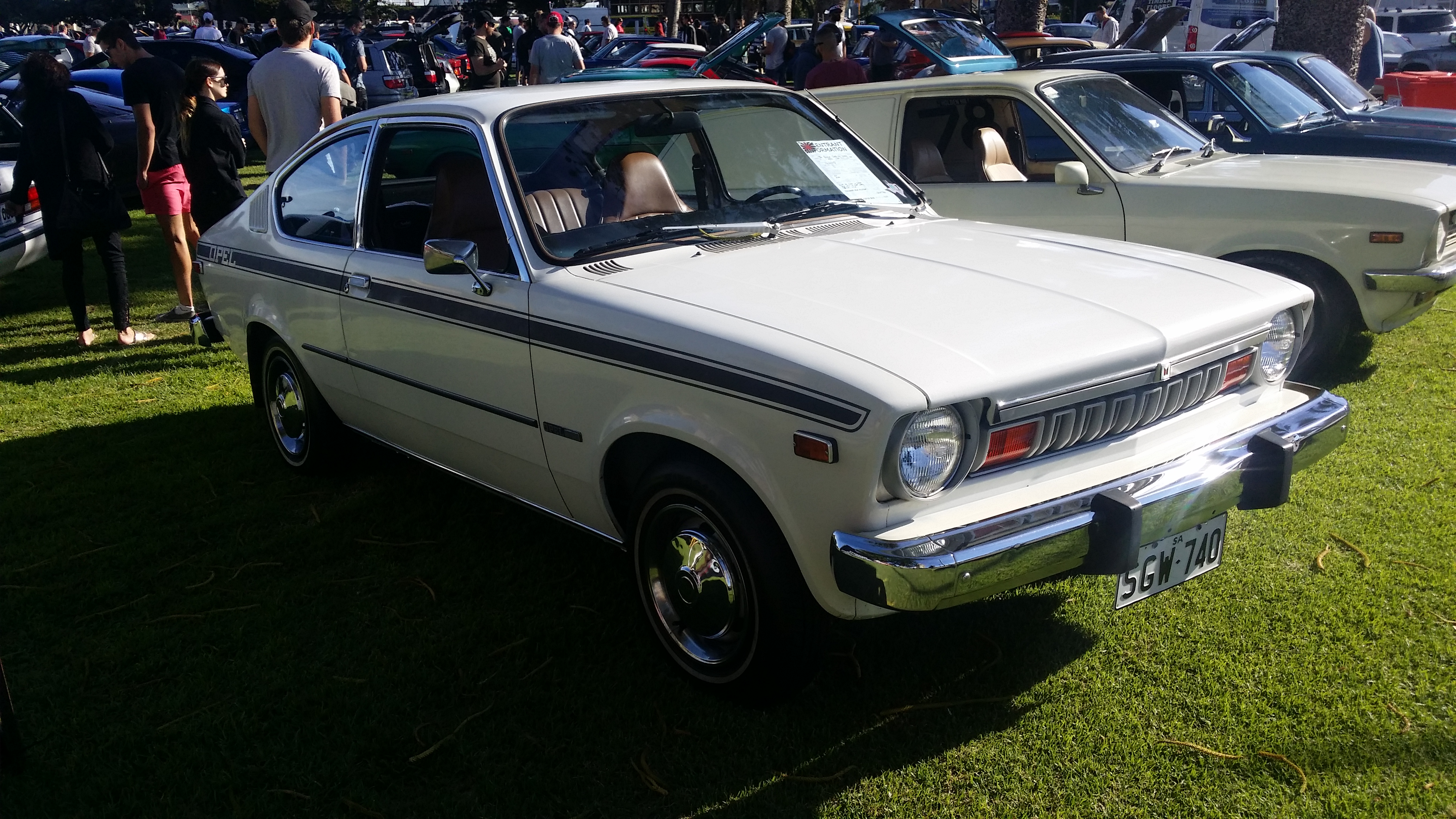
오펠 바이 이스즈 쿠페(미국사양) 정측면

## 2세대

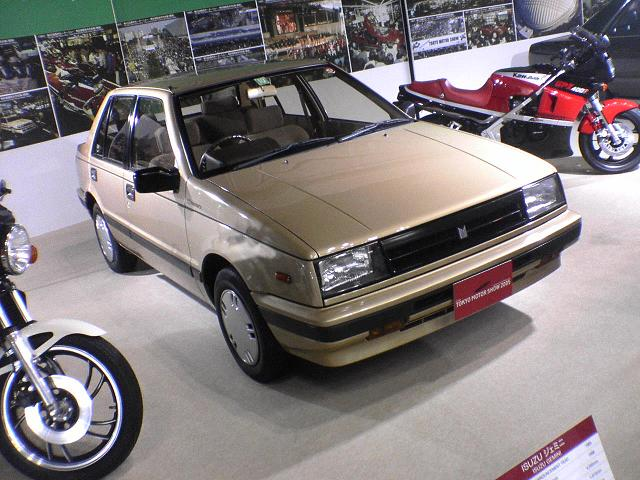
이스즈 FF 제미니 (세단 전기형) 정측면

1985년 5월에 출시되었는데, 당초 네이밍은 FF 제미니였다. 1세대는 전술했듯이 제너럴 모터스의 월드카 개념으로 오펠 카데트 C 및 쉐보레 쉬베트, 복스홀 쉬베트와 공동 개발했었지만, 2세대는 이스즈 자동차가 전륜구동 플랫폼을 기반으로 해서 독자적으로 개발했다. 117과 피아자를 디자인했던 적이 있는 조르제토 주지아로가 디자인했다. 1세대에 있었던 쿠페가 없어졌고, 대신 3도어 해치백이 나와 그 자리를 대신하였다. 트림의 경우 C/C, T/T, D/D로 나눴다. 출시 당시에 변속기는 5단 수동과 3단 자동으로 구성됐으며, 엔진의 경우 JT150이라는 코드네임을 가진 카뷰레터식 1.5리터 SOHC 가솔린 엔진만 제공되었으나, 같은 해 11월에는 JT600이라는 코드네임을 가진 1.5리터 디젤 엔진이 추가되었다. 1986년 4월에는 5단 반자동 사양인 NAVi5 모델이 추가되었으며, 5월에는 고성능 사양인 이름셔 모델과 1.5리터 120마력 연료 분사 가솔린 엔진이 동시에 추가되었다. 1987년 2월에 페이스 리프트를 거치면서 앞부분은 기존보다 더 공격적인 모습으로 바뀌었으며, 차명은 "FF"이라는 네이밍에서 제외돼 그냥 제미니가 되었다. 그 해 3월에는 제네바 모터쇼를 통해 유럽에서도 진출 후 수출하기도 했으나, 판매 부진으로 인해 이후 수출을 중단했다. 1988년 1월에 1.6리터 DOHC 136마력 엔진이 추가되었고, 3월에는 이스즈 자동차 창립 50주년을 맞이해 이를 기념하기 위해 한정판 최고급 C/C 트림이 출시되었다. 또한 일본 내수판 한정으로 로터스 합작 트림도 선보였다. 1989년 2월에 다시 한번 페이스 리프트를 감행하면서 앞·뒷부분의 모습이 변화되었고, 후면 번호판 장착 부분을 트렁크에서 범퍼로 옮겼다.
북아메리카 시장에서는 1세대처럼 I-마크라는 이름으로 팔렸으며, 쉐보레 브랜드로도 라이센스를 받아 스펙트럼이라는 이름으로 판매되었다. 캐나다 시장 한정으로 폰티악 선버스트, 미국 시장 한정으로 지오 스펙트럼으로 팔렸으며, 터보 버전과 로터스 버전도 판매되었다. 칠레에서는 쉐보레 브랜드로, 오세아니아에서는 홀덴 브랜드로, 일본 내수와 유럽, 중앙아메리카에서는 이스즈 브랜드 그대로 판매되었다.

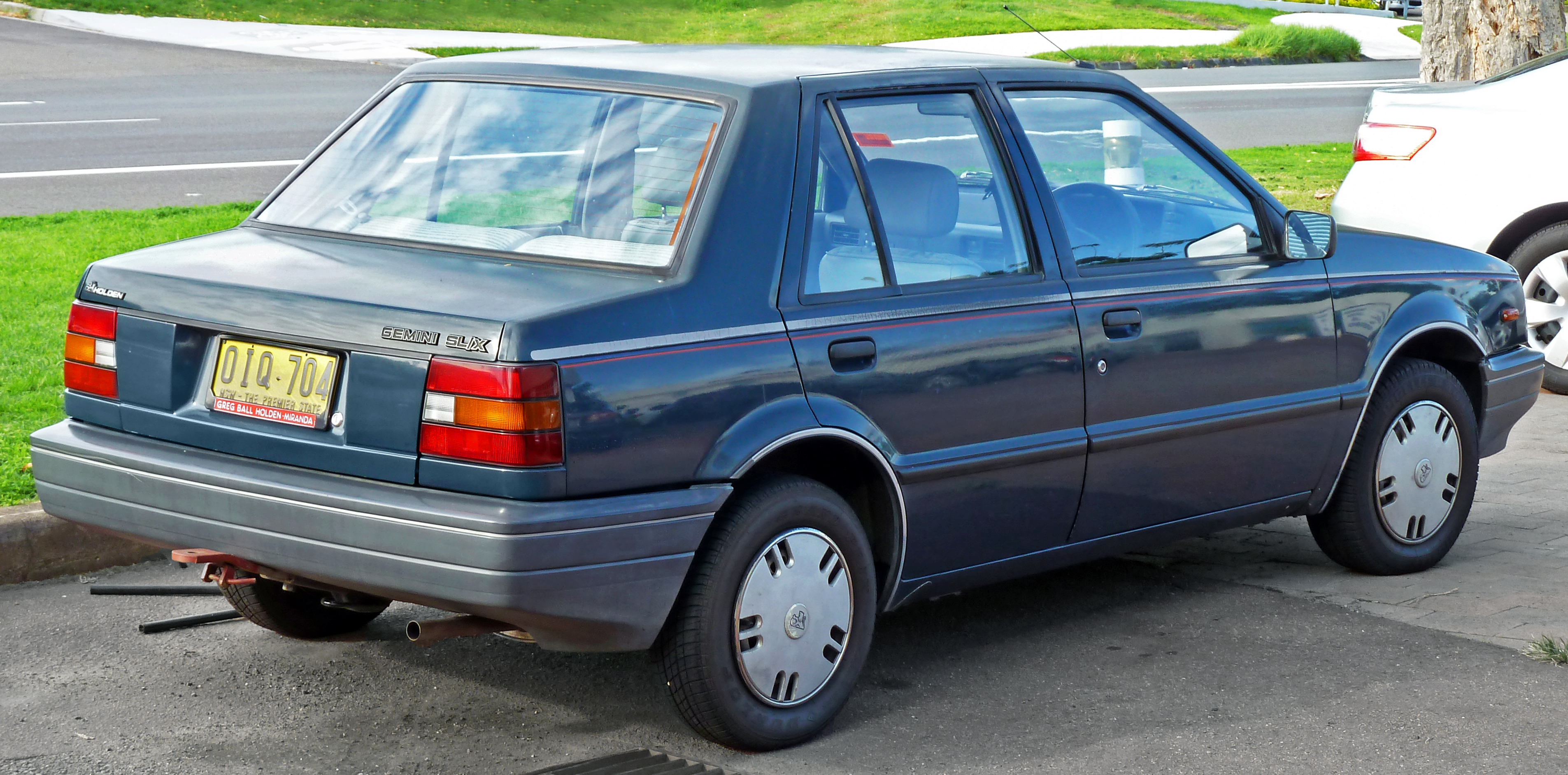
홀덴 제미니 SL/X (세단 전기형) 후측면
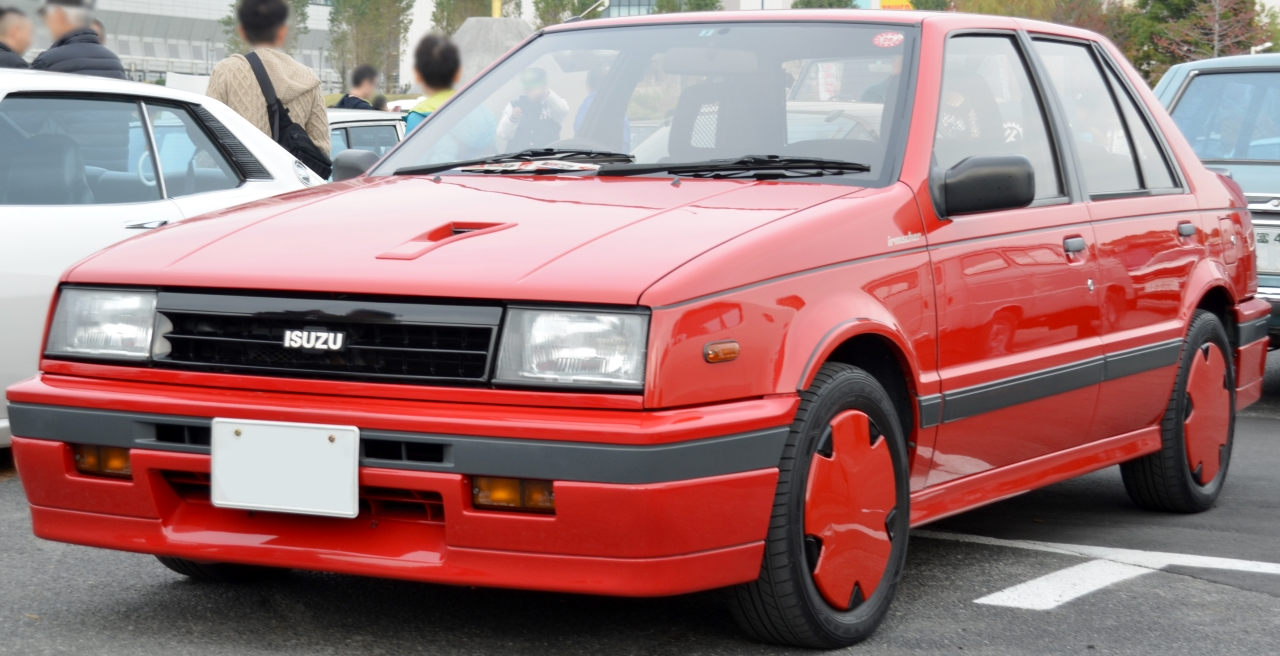
이스즈 제미니 이름셔(해치백 전기형) 정측면
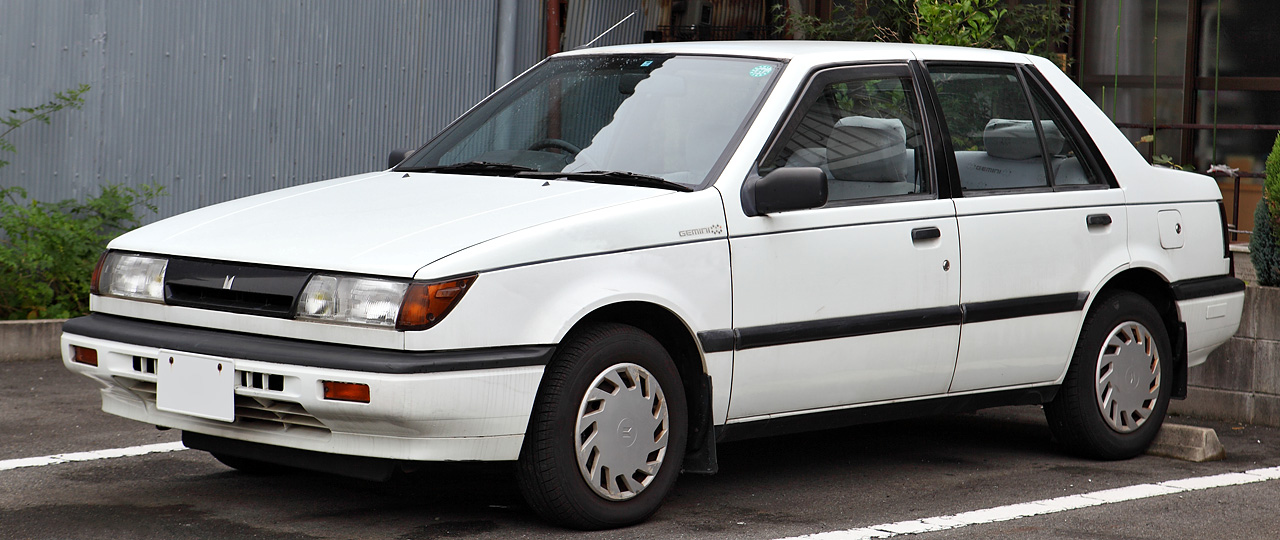
이스즈 제미니(세단 중기형) 정측면
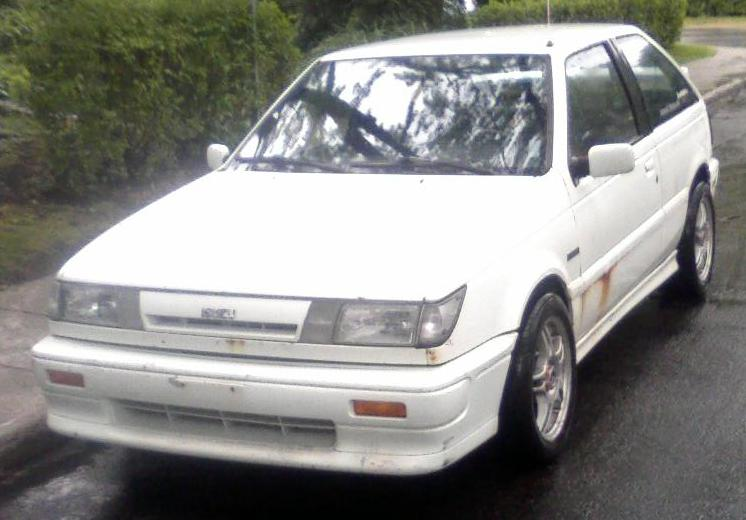
이스즈 제미니(해치백 후기형) 정측면
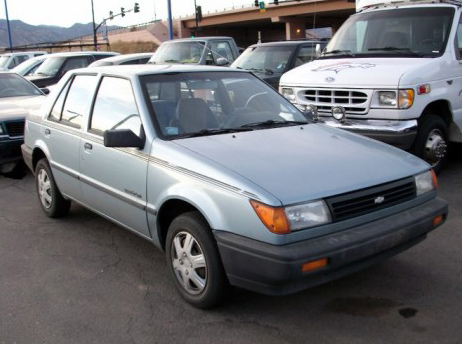
쉐보레 스펙트럼(세단 후기형) 정측면

## 3세대

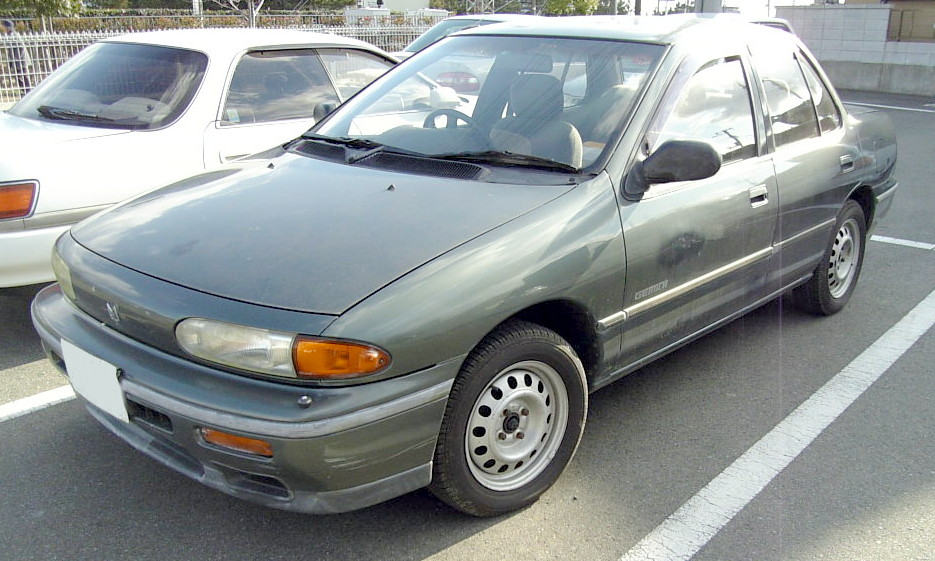
이스즈 제미니(세단) 정측면

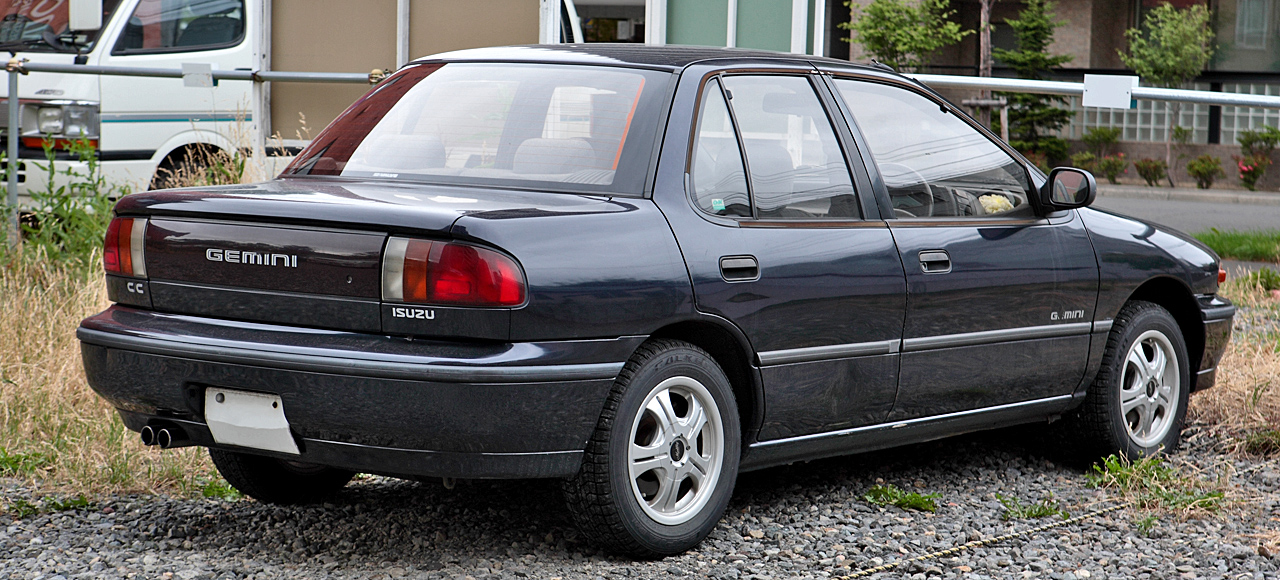
이스즈 제미니(세단) 후측면

1990년 3월에 출시되었다. 출시 당시에 세단만 있었다. 엔진은 1,500cc 가솔린(JT151F), 1,600cc 가솔린(JT191F), 1,700cc 디젤(JT641F) 모델로 나눴다. 트림의 경우 1,500cc 가솔린 모델과 1,700cc 디젤 모델은 C/C, C/CL, C/CX, ZZ가 제공되었고, 1,600cc 가솔린 모델은 ZZ 핸들링 바이 로터스가 제공되었다. 그 해 5월에는 1,600cc 가솔린 모델에 이름셔와 JT191S형 풀 타임 4륜구동 방식의 이름셔 R이 추가되었다. 같은 해 9월에는 1세대에 있었으나, 2세대에 없어졌던 2도어 쿠페가 부활했고, 이 때 차명 뒤에 서브네임을 쿠페로 붙였다. 1991년 3월에는 3도어 해치백도 추가되어 바디 타입은 4도어 세단, 3도어 해치백, 2도어 쿠페로 구성되었다. 물론 이 3가지 바디 타입의 외형이 서로 다르다. 1993년 7월에 거품경제 붕괴의 영향으로 이스즈 자동차가 승용차 개발을 접으면서 4세대가 출시되기 전에 단종되었다. 북아메리카에서는 스타일러스라는 이름으로 팔렸으며, 이를 베이스로 한 지오 스톰은 고급 장비들을 삭제한 채 염가판으로서 판매되었다.

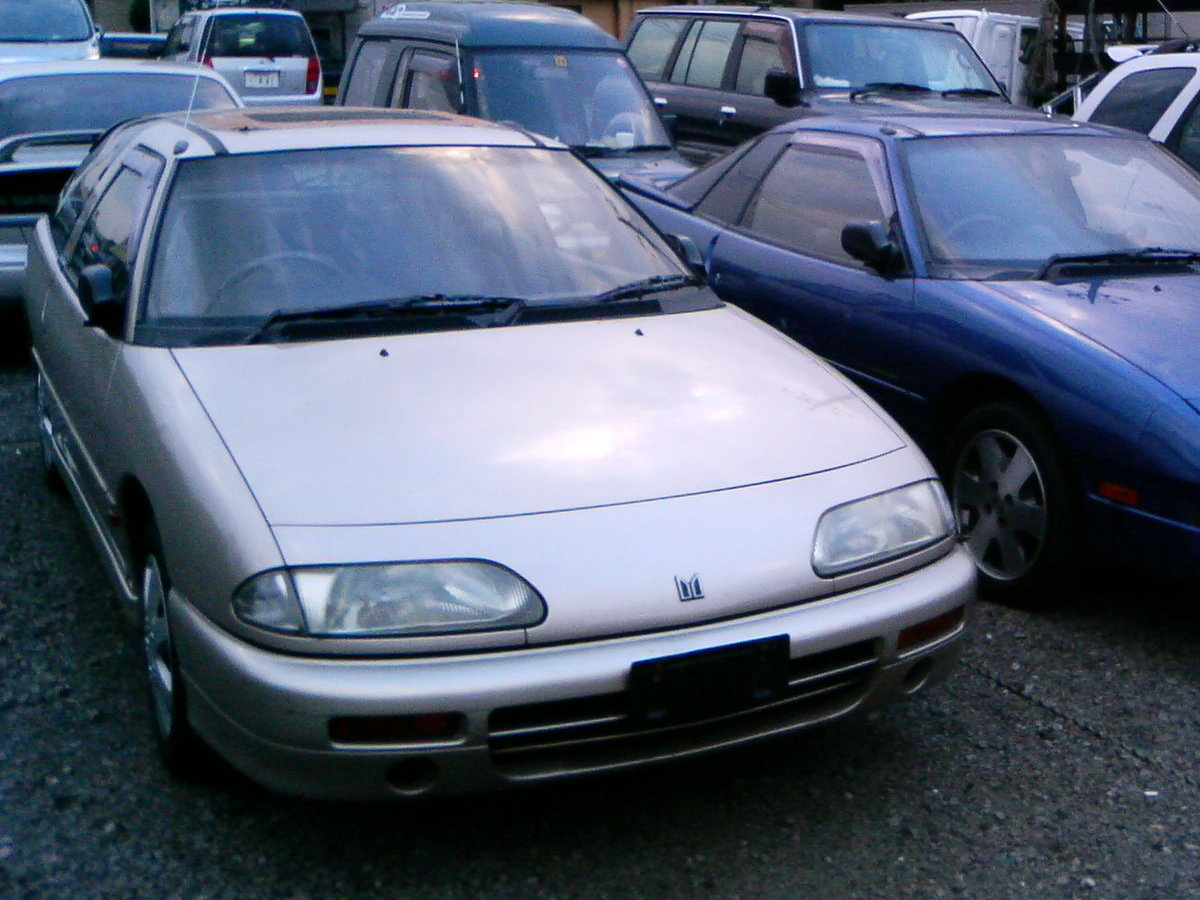
이스즈 제미니(해치백) 정측면
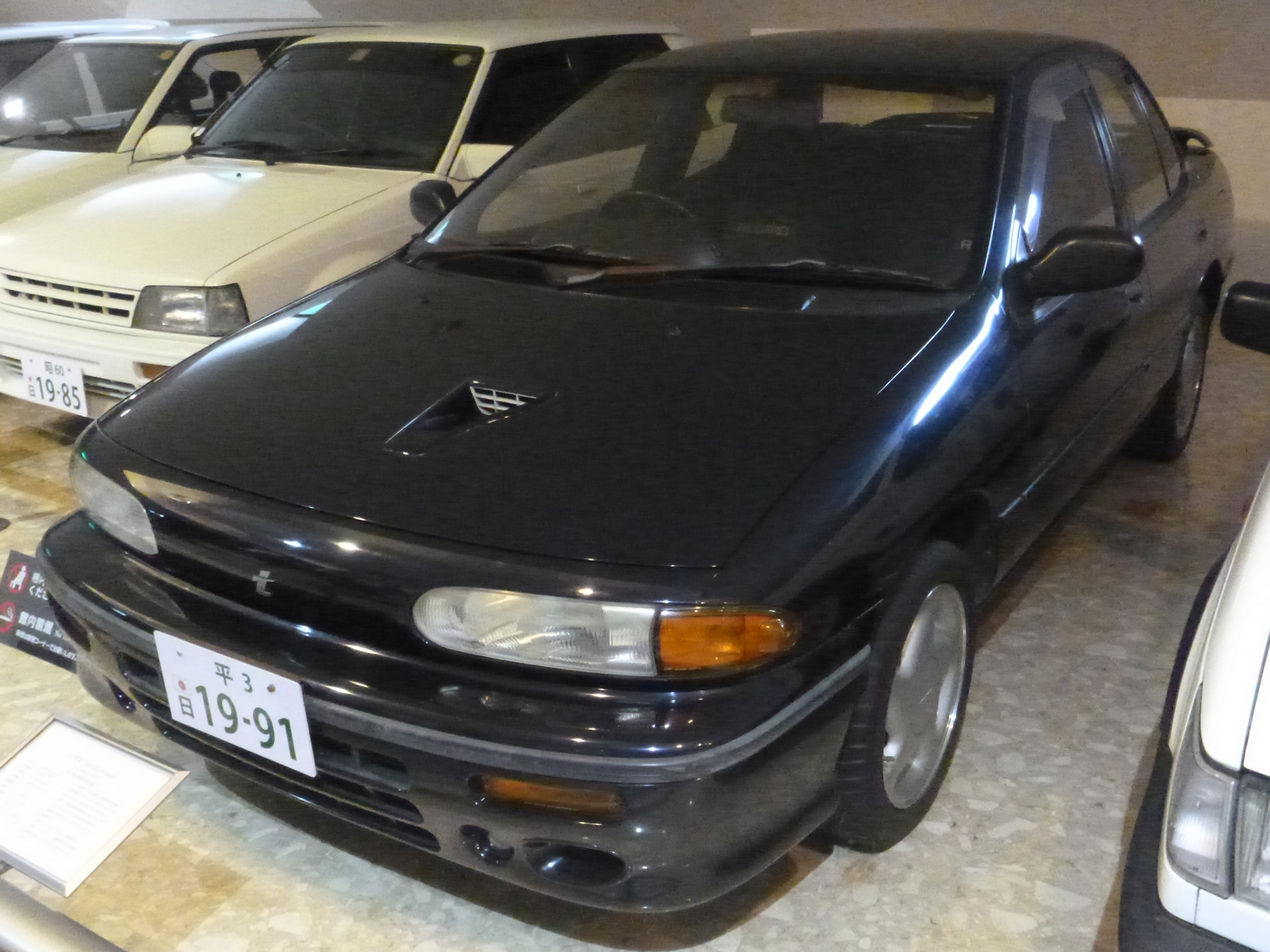
이스즈 제미니(세단 이름셔 R) 정측면
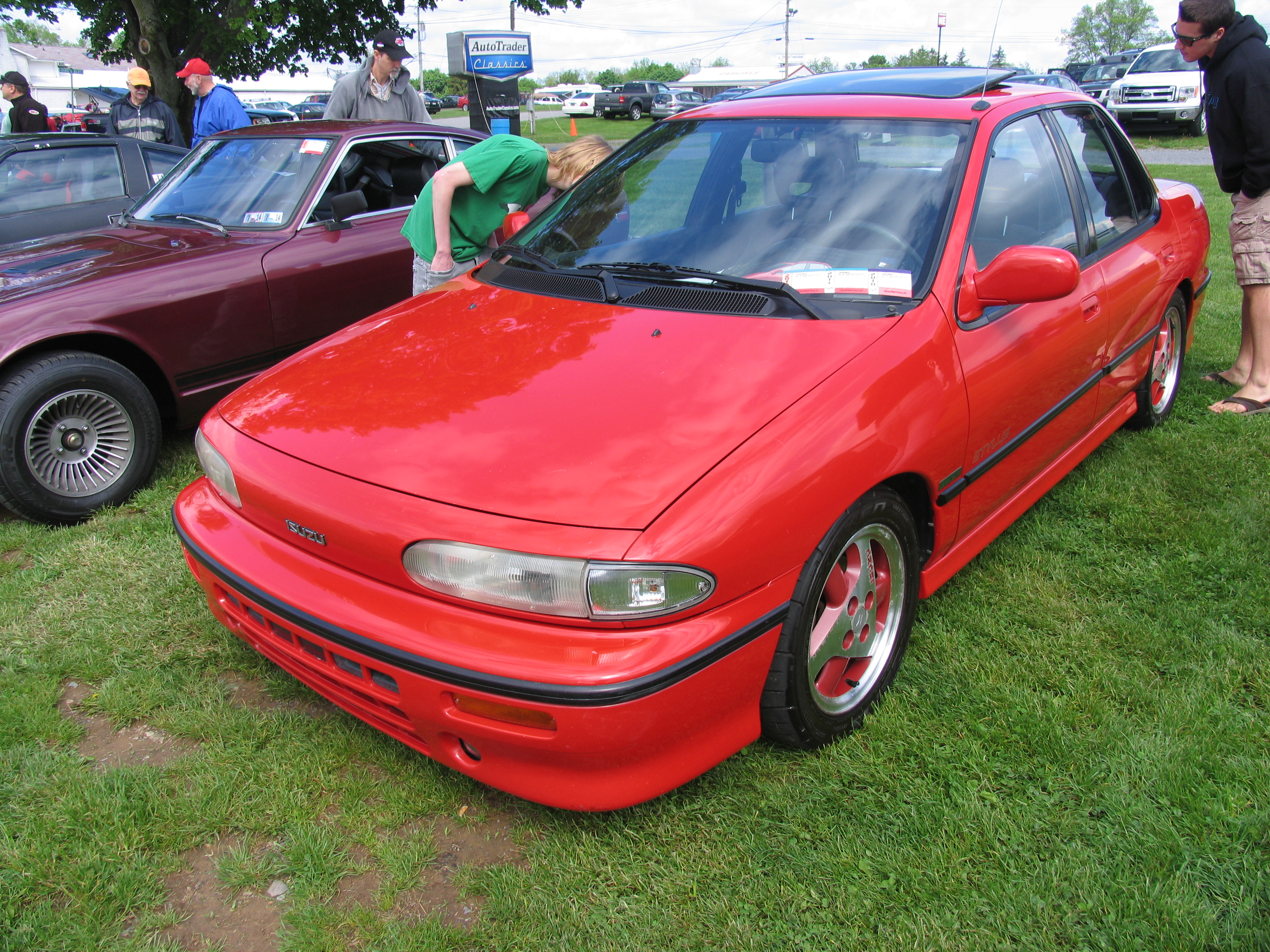
이스즈 스타일러스 RS(북미 수출용) 정측면
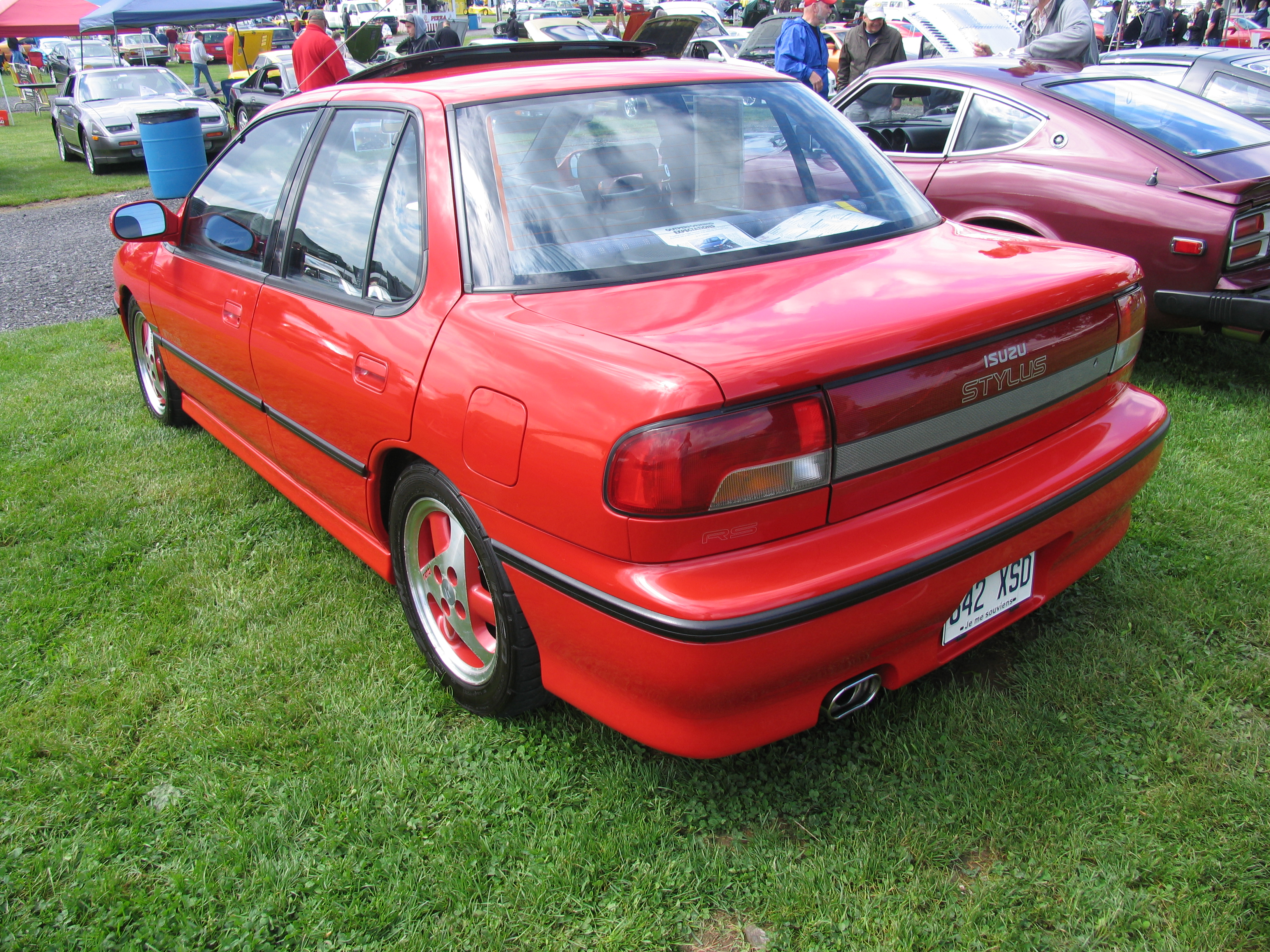
이스즈 스타일러스 RS(북미 수출용) 후측면

## 4세대

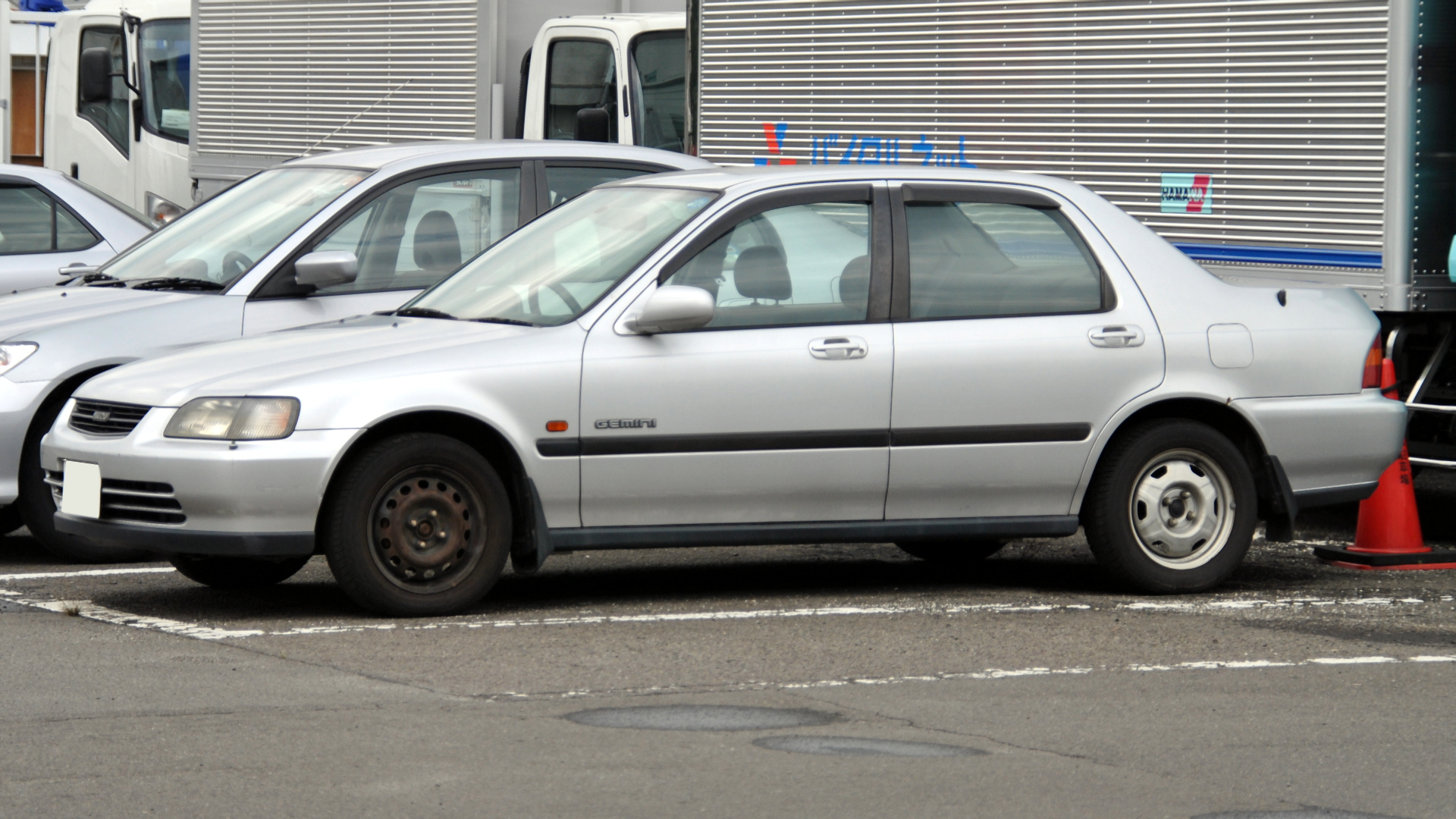
이스즈 제미니 정측면

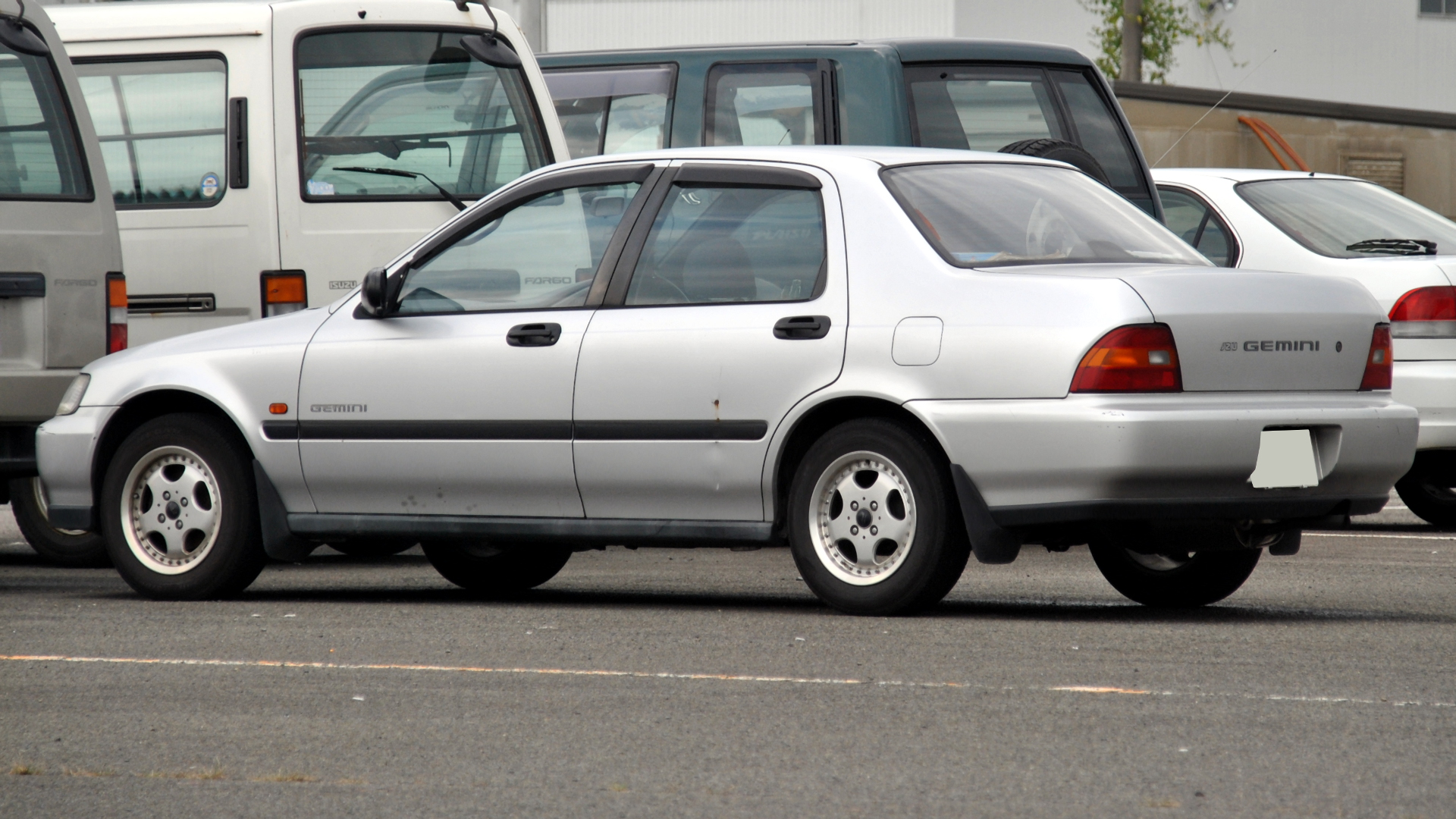
이스즈 제미니 후측면

1993년 8월 30일에 발표 후 동년 9월 3일에 출시된 4세대는 거품경제 붕괴의 영향으로 이스즈 자동차가 승용차 개발을 접으면서 독자 개발은 포기했고, 그 대신 혼다 기연 공업과 제휴하여 1세대 도마니를 OEM 방식으로 생산, 판매되었다. 이 과정에서 3도어 해치백과 2도어 쿠페가 없어져 4도어 세단만 남았다.

## 5세대

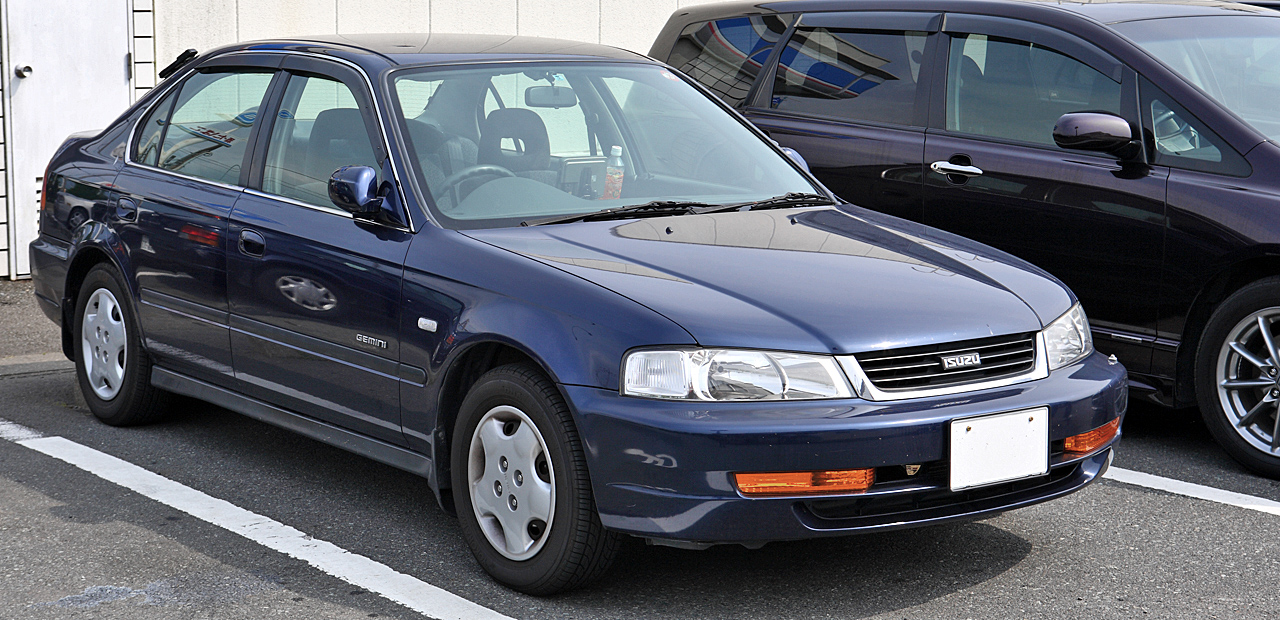
이스즈 제미니 정측면

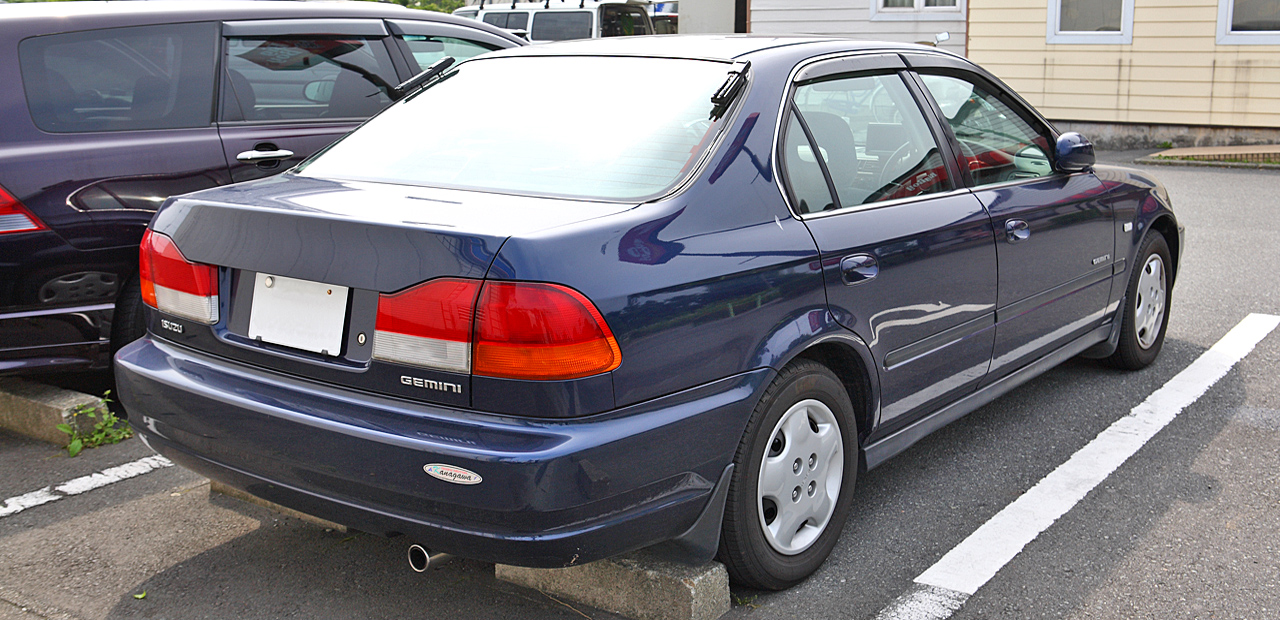
이스즈 제미니 후측면

1997년 2월에 출시된 5세대도 역시 혼다 기연 공업과 제휴하여 2세대 도마니를 OEM 방식으로 생산, 판매되었다. 2000년 9월에 도마니가 단종돼 OEM 방식을 받던 제미니도 후속 차종 없이 단종되었다.